# 川添昭二
川添 昭二（かわぞえ しょうじ、1927年3月10日 - 2018年3月22日）は、日本の歴史学者、九州大学名誉教授。

## 来歴
佐賀県唐津市生まれ。1952年九州大学文学部史学科国史専攻卒業。1969年1月九州大学文学部助教授、1975年8月教授。1980年「九州探題の研究」で九大文学博士。1990年定年退官、名誉教授、福岡大学人文学部教授、1997年退任。叙従四位、瑞宝小綬章追贈。
中世の九州史を専攻する。禰寝氏(根占氏)研究の第一人者。元寇、日蓮についての著書も多い。

## 著書
- 『今川了俊』吉川弘文館（人物叢書）1964　ISBN　	9784642051248
- 『菊池武光』人物往来社（日本の武将）1968
- 『嘉穂地方史 古代中世編』嘉穂地方史編纂委員会 元野木書店 1968
- 『元寇防塁編年史料 注解異国警固番役史料の研究』福岡市教育委員会 1971
- 『日蓮 その思想・行動と蒙古襲来』清水書院（センチュリーブックス）1971 のち改題「日蓮と蒙古襲来」
- 『元の襲来』ポプラ社（日本史の世界） 1975
- 『蒙古襲来研究史論』雄山閣出版（中世史選書 1）1977
- 『鎌倉文化』教育社歴史新書 1978
- 『中世九州の政治と文化』文献出版 1981
- 『中世文芸の地方史』平凡社選書 1982 / 法蔵館文庫 2024
- 『九州中世史の研究』吉川弘文館 1983
- 『九州史跡見学』岩波ジュニア新書 1989
- 『九州の中世世界』海鳥社 1994
- 『対外関係の史的展開』文献出版 1996
- 『中世九州地域史料の研究』法政大学出版局（叢書・歴史学研究）1996
- 『解題・序跋集』櫂歌書房 1997
- 『日蓮とその時代』山喜房佛書林 1999
- 『北条時宗』吉川弘文館（人物叢書）2001　ISBN　9784642052238
- 『日蓮と鎌倉文化』平楽寺書店 2002
- 『中世九州の政治・文化史』海鳥社 2003
- 『歴史に生きる日蓮』山喜房佛書林 2008
- 『中世・近世博多史論』海鳥社 2008
- 『菊池武光』戎光祥出版（中世武士選書）2013

### 共編著・監修
- 『今川了俊関係編年史料』私家版（九州探題史料 第2）1960
- 『鎮西探題史料集』私家版、1965
- 『九州の風土と歴史』瀬野精一郎共著 山川出版社（風土と歴史）1977
- 『九州中世史研究』第1-3輯 文献出版 1978-1982
- 『新訂黒田家譜』全7巻 福岡古文書を読む会共編 文献出版 1982-1987
- 『大宰府・太宰府天満宮史料』巻12-17 竹内理三共編 太宰府天満宮 1984-2003
- 『彦山編年史料古代中世篇』広渡正利共編 文献出版 1986
- 『中世の海人と東アジア 宗像シンポジウム2』網野善彦共編 海鳥社 1994
- 『福岡県の歴史』(県史)武末純一,岡藤良敬,西谷正浩,梶原良則,折田悦郎共著 山川出版社、1997
- 『大宰府・太宰府天滿宮史料 太宰府天滿宮史料補遺』吉原弘道共編 太宰府天滿宮 2006
- 『大宰府・太宰府天滿宮史料 太宰府天滿宮史料附録』吉原弘道共編 太宰府天滿宮 2009
- 『日蓮聖人と法華の至宝 図説』全7巻 中尾堯,渡辺宝陽,坂輪宣敬共監修. 同朋舎メディアプラン, 2012-15
- 監修、重松敏彦 編『大宰府古代史年表 : (付)官人補任表』吉川弘文館、2007年。ISBN 9784642014335。オンデマンド版　2023　ISBN 9784642714334

### 記念論集
- 『日本中世史論攷』川添昭二先生還暦記念会 文献出版 1987